# Verbascum johannis-zernyi
Verbascum johannis-zernyi är en flenörtsväxtart som beskrevs av Svante Samuel Murbeck. Verbascum johannis-zernyi ingår i släktet kungsljus, och familjen flenörtsväxter. Inga underarter finns listade i Catalogue of Life.